# Cheri Beasley
Cheri Lynn Beasley (Chicago, 14 de febrero de 1966) es una abogada y jurista estadounidense que se desempeñó como presidenta de la Corte Suprema de Carolina del Norte de 2019 a 2020, un tribunal en el que anteriormente se desempeñó como juez asociado desde 2012. Beasley había trabajado anteriormente en la Corte de Apelaciones de Carolina del Norte y como jueza de la corte de distrito en el condado de Cumberland, Carolina del Norte.
Beasley es la candidata demócrata en las elecciones al Senado de los Estados Unidos de 2022 en Carolina del Norte.